# Бартолоций, Феликс Осипович
Фе́ликс О́сипович Бартоло́ций (также «Бортоло́цкий»; итал. Felice Bartolozzi, в русском произношении — Бартоло́цци; фр. Felix Bartolozzy, Бартолози́; ок. 1749, Пистойя, Тоскана — ноябрь 1818, Аннинское, Елисаветградский уезд, Херсонская губерния) — итальянский врач, дипломатический агент на русской службе.

## Биография
Феличе Бартолоцци родился не позднее 1749 года в г. Пистоя (Тоскана, Италия). В аттестации, представленной в 1788 году при поступлении на русскую службу, датированной 22 сентября 1773 года и подписанной профессором факультета анатомии Университета Пизы и отделения хирургии клиники Королевского госпиталя Венанцио Низи Готтико (Venanzio Nisi Gottico), назван «сыном покойного синьора Джузеппе Бартолоцци из Пистои».
В 1773 году окончил медицинский факультет университета Пизы, работал в Королевском госпитале (Regio Spedale). После непродолжительных попыток наладить частную практику поступил в Ливорно хирургом в военно-морской госпиталь эскадры Балтийского флота, действовавшей в Архипелаге.
После прибытия эскадры в Россию служил в Яссах врачом при дворе, по меньшей мере, четырёх господарей Молдавии (Константина Мурузи, «первого» (Делибея) и «второго» (Фирариса) Александров Маврокордато, затем Александра Ипсиланти) «при молдавском госпитале, состоявшем под протекцией Российского консула». Румынский историк Андрей Попеску констатировал: «Состоял ли он на службе Российского государства в те времена, когда находился в Молдавии и Валахии?! Мы, вероятно, никогда этого не узнаем». Однако фельдмаршал граф П. А. Румянцев, рекомендуя впоследствии Ф.Бартолоцци Государственной Медицинской коллегии, высказался о характере его службы при молдавском дворе однозначно: «по препоручениям от поверенного в делах тогда Петерсона у волоского господаря Ипсилантия…, а на конец консулу Северину в разных употреблениях служивший».
Около 1782 г. женился на сестре некоего «венецианца из свиты австрийского консула» в Яссах Стефана Игнаца Райцевича.

После начала Русско-турецкой войны вынужден был покинуть Яссы и в начале 1788 года прибыл на российскую территорию. «Как из представленных от него документов на докторское достоинство ни одного не оказалось» (несмотря на то, что П. А. Румянцев в ордере представлял кандидата так: «тосканский уроженец Феликс Бартолозий, предъявивший мне свидетельства от коллегии фирензейской, от коей он зделан доктором»), генерал-штаб-доктором надворным советником Альфонсом Францием был в установленном порядке подвергнут экзамену и аттестован 7 февраля 1788 года следующим образом: 
…Из опытов в экзамене нашёл я его Бардалози в медицинии хирургии всех частей, особливо в теории, весьма знающим и практикованным с отменным доказательством, и по твёрдости оной науки в службе ЕЯ ИМПЕРАТОРСКОГО ВЕЛИЧЕСТВА признаю быть очень за нужного и надобного, стоющего действительно штаб-лекарского достоинства…
 По личной рекомендации фельдмаршала графа П. А. Румянцева-Задунайского принят на русскую службу и назначен штаб-лекарем к Украинской армии, которой тот командовал.
В прошении Ф.Бартолоцци писал: «Грамоте читать и писать по-немецки, по-французски, по-итальянски, по-гречески и по-латыни умею». Русским языком в 1788 году, судя по всему, не владел совершенно — письменную присягу при приёме на службу у него было приказано отобрать по-немецки.
В 1796 году отставлен от службы в ранге дивизионного штаб-лекаря (чин, приравненный к VIII классу; в позднейших документах Ф. О. Бартолоцци официально именовался «коллежским асессором») и стал домашним врачом генерал-аншефа графа Станислава Щенсны Потоцкого (Тульчин).
С 1798 года — «вольнопрактикующий хирург» (Дубно, Волынская губерния, 1799—1810). В 1804—1810 г.г. несколько раз, в частности, на период отсутствия дубенского поветового врача Карла Жилли, временно привлекался к службе. В делах Медицинского совета при Министерстве внутренних дел сохранилось «сочиненіе вольнаго врача Бартолоцціи „О моровой язвѣ“», написанное на французском языке и направленное в мае 1808 года из Дубно. Медицинский совет при МВД, оспорив посылки и выводы сочинения, признал, тем не менее, что «…Бартолоцци имеет практическое познание в сей столь опасной болезни и за сообщённые им сведения заслуживает похвалу и даже награду, и ежели бы лета его позволяли, он мог бы быть употреблён с пользою при карантинах…».
Около 1811 года вместе с зятем, мужем покойной дочери Бартолицы (ум. ок. 1808 г.) генерал-майором А. М. Всеволожским, приобрёл у бывшего командира Лейб-Казачьего полка генерал-майора А. П. Орлова имение в Херсонской губернии — село Аннинское (Стоговка) Елисаветградского уезда, окончательно оставил хирургическую практику, поселился в Аннинском, по завещанию генерала А. М. Всеволожского был назначен (вместе с А. П. Орловым) официальным опекуном своих внуков.
Умер в середине ноября 1818 года в Аннинском «натурально»; отпет 18 ноября в Рождества-Предтечевской церкви. Его вдова Сусанна Михайловна Бартолоциева, 70 лет, умерла 19 мая 1825 года в Аннинском.
Феличе Бартолоцци упоминается также как «малоизвестный итальянский поэт конца XVIII века». Сохранились его оды «Его Светлейшему Высочеству Константину Мурузи, царствующему князю Молдавии» (1782) и «Его Императорскому Высочеству Великому Герцогу Иосифу, палатину Венгрии и Великому князю Тосканы» (по случаю венчания эрцгерцога Иосифа Австрийского с Великой княжной Александрой Павловной, 1799).